# Cementerio Mount Royal
El Cementerio Mount Royal (en francés: Cimetière Mont-Royal; en inglés: Mount Royal Cemetery) es un elegante cementerio protestante de Montreal. Fue inaugurado en 1852 y en él está enterrada una buena parte de la aristocracia canadiense. Se trata de un cementerio de 165 acres (67 ha) con terrazas en la ladera norte del Monte Royal. El cementerio comparte la montaña con el mucho más grande cementerio del lado católico cementerio Notre-Dame-des-Neiges. El cementerio Mount Royal limita al sureste con el parque de Mont-Royal, al oeste con el cementerio Notre-Dame-des-Neiges y en el norte con dos cementerios judíos.
El cementerio Mount Royal está en funcionamiento y hasta la parte vieja del cementerio todavía tiene algunos lugares de sepultura disponibles. 